# Himmatwala
Himmatwala ist ein indischer Actionfilm aus dem Jahr 2013.

## Handlung
Ein ehrlicher Tempelpriester wird Zeuge, wie im Dorf ein Mann vom reichen Gutsbesitzer ermordet wird. Dank eindeutiger Beweise wird der Täter verhaftet. Obwohl die Beweislast erdrückend ist, kann er sich durch Bestechungsgelder freikaufen und wird aus der Haft entlassen. Er verbreitet im Dorf Lügen über den Priester. Als dieser immer häufiger von den Dorfbewohnern angefeindet wird, begeht er aus Verzweiflung Selbstmord. Der Sohn des Priesters verlässt zunächst den Ort in Richtung Mumbai. Als er einige Jahre später zurückkehrt, nimmt er auf brutale Art Rache an dem Gutsbesitzer und dessen Helfer.

## Auszeichnungen
Der Film gewann im Jahr 2014 bei den Ghanta Awards zwei Preise. Hierbei handelte es sich um Negativpreise.